# Tapuias

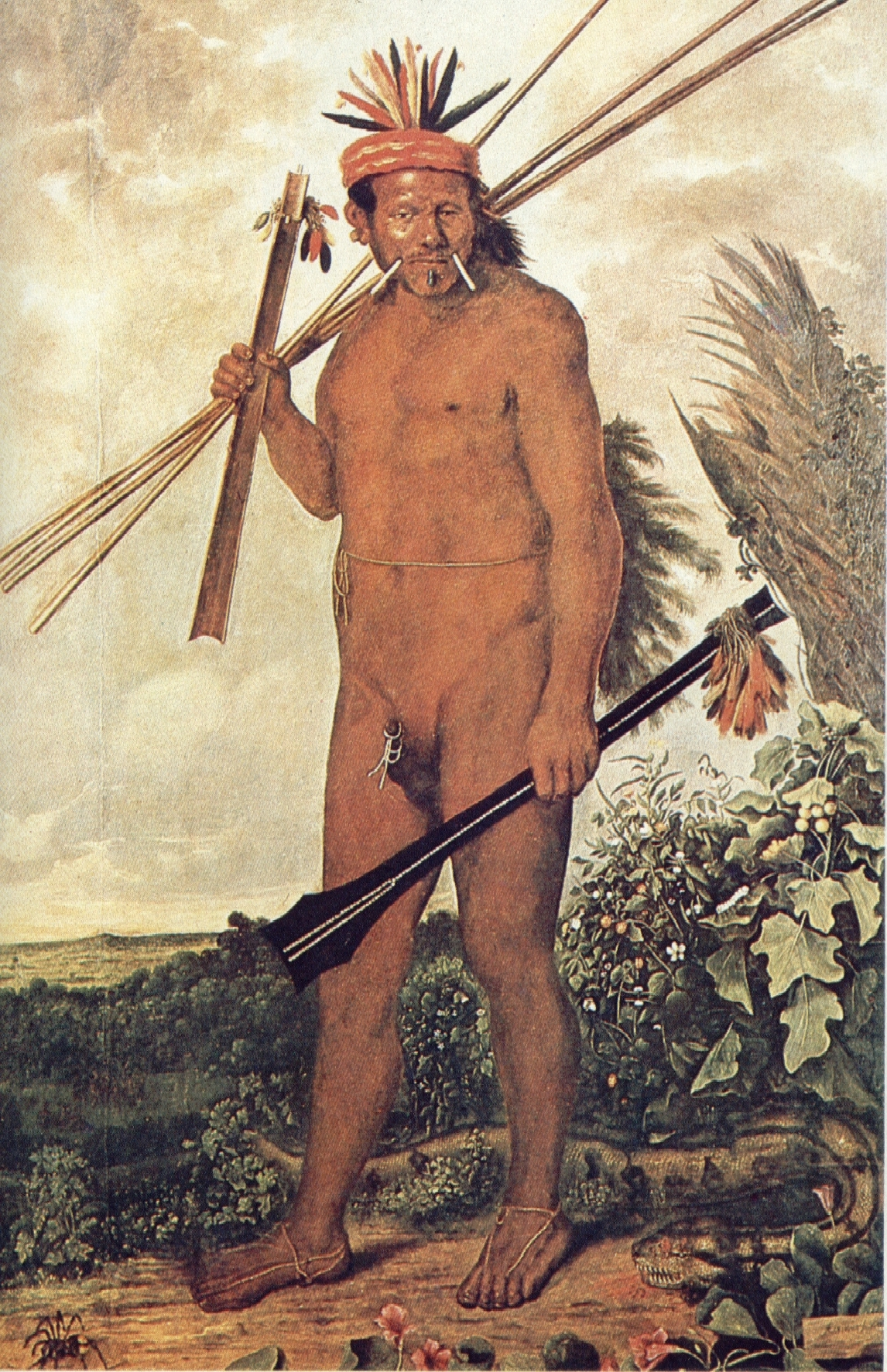
Homem tarairiú — pintura do século XVII do holandês Albert Eckhout retratando um indígena do então Brasil Holandês

Tapuia é um termo de origem tupi que foi utilizado durante o período inicial de colonização do Brasil para designar todos os indígenas que não falavam o tupi antigo. Ao desembarcarem na costa do atual Brasil, os portugueses encontraram grupos que falavam línguas pertencentes a dois grandes troncos linguísticos da América do Sul: o tupi e o macro-jê. Aqueles que habitavam o litoral do Brasil falavam línguas pertencentes ao tronco tupi, ao passo que os falantes de línguas macro-jê com os quais os portugueses travaram contato habitavam regiões do interior do Sudeste, Nordeste e do Sul do Brasil. Como o centro da colonização brasileira se deu no litoral, os portugueses, após estabelecerem contato mais próximo com os índios tupis, adotaram a nomenclatura que esses indígenas deram àqueles a quem se opunham, ou seja, os índios macro-jê ou tapuias.

## Etimologia

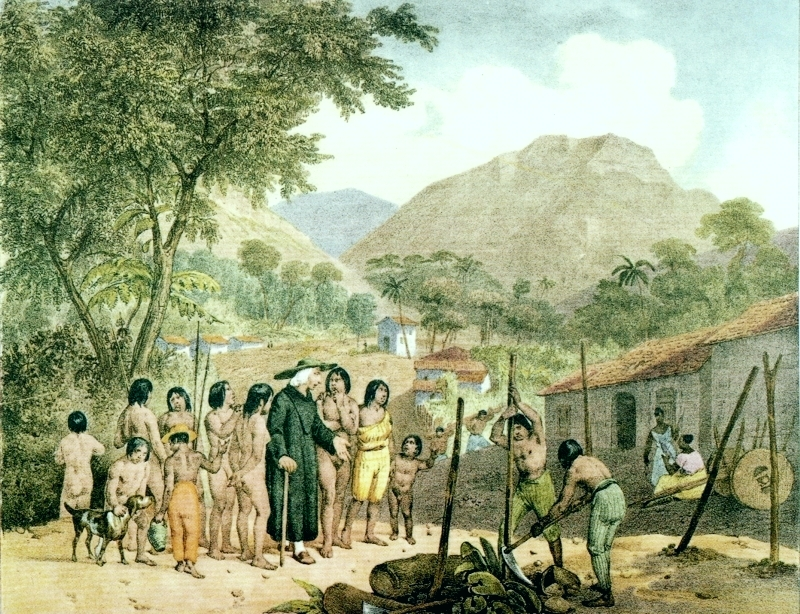
Aldeia dos Tapuias, por J. M. Rugendas

Há diversos entendimentos das origens do termo, mas, em geral, observa-se que seria de procedência tupi e que teria significado semelhante a "forasteiro", "bárbaro", "aquele que não fala nossa língua", "inimigo".
| “ | O termo "Tapuio" não é expressão designativa de uma etnia. É tão somente "Um vocábulo de origem tupi, corruptela de tapuy-ú – o gênio bárbaro come, onde vive o gentio. [...] É um dos termos de significação mais vária [diversificada] no Brasil. No Brasil pré-cabraliano, assim chamavam os tupis aos gentios inimigos, que, em geral, viviam no interior, na Tapuirama ou Tapuiretama – a região dos bárbaros ou dos tapuias". | ” |

| “ | Tapuia significa "bárbaro, inimigo". De taba – aldeia e puir – fugir: os fugidos da aldeia. | ” |

No seu dicionário indígena de 1887, Paulino Nogueira escreveu:
- literalmente - fugido da aldêa, de taba (aldêa) e puyr (fugir), [...]; do guarani tapui, composto de tapi (cousa comprada) téu (geração): nome por que os guaranis designavam os contrários. [...] Preferível: o que anda desgarrado, de tabi (errado, desviado) e har (que anda ou turba dos apanhados) [...] Livremente: contrário ou inimigo.

## Histórico

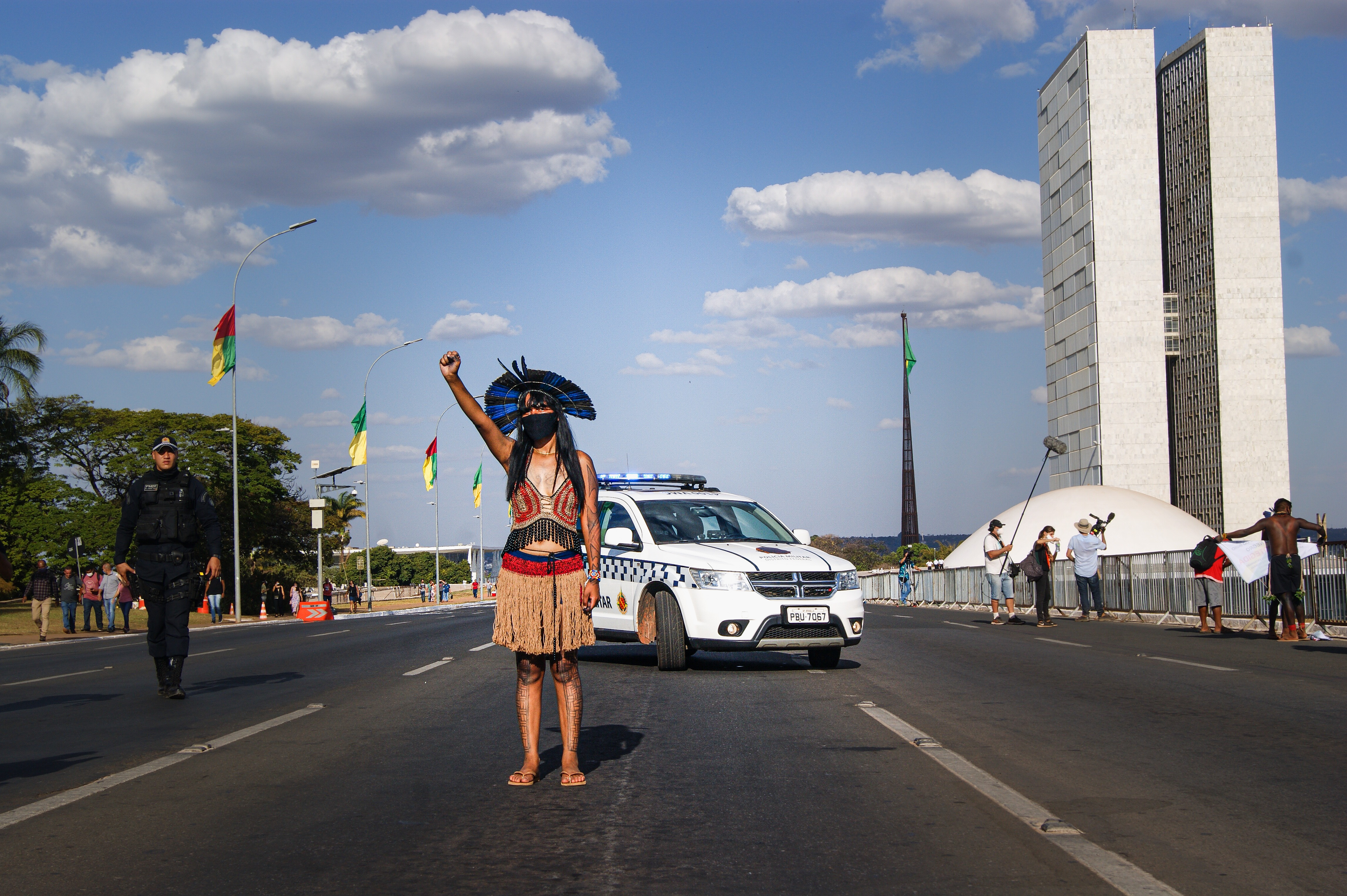
Narrary tapuia, indígena do povo tapuia

Autores quinhentistas como Gabriel Soares de Sousa já utilizavam o termo "tapuia", contrastando os índios dessa estirpe com os tupi-guaranis (tupinambás). No entanto, muitos cronistas coloniais consideravam os diferentes grupos indígenas como parte de uma única e grande nação, resultando no engano de caracterizar grupos tupis como tapuias. Sobre a origem dos aimorés, Soares Sousa escreveu:
| “ | Descendem estes aimorés de outros gentios a que chamam tapuias, dos quais, nos tempos de atrás, se ausentaram certos casais, e foram-se para umas serras mui ásperas, fugindo a um desbarate, em que os puseram seus contrários, onde residiram muitos anos sem verem outra gente; e os que destes descenderam, vieram a perder a linguagem e fizeram outra nova que se não entende de nenhuma outra nação do gentio de todo este Estado do Brasil. | ” |

Os tupi-guaranis marcavam presença no litoral, enquanto os tapuias predominavam no interior. Grupos tapuias incluem, por exemplo os botocudos e muitos do nordeste do Brasil, como os tarairus e os cariris.

## Segundo os neerlandeses

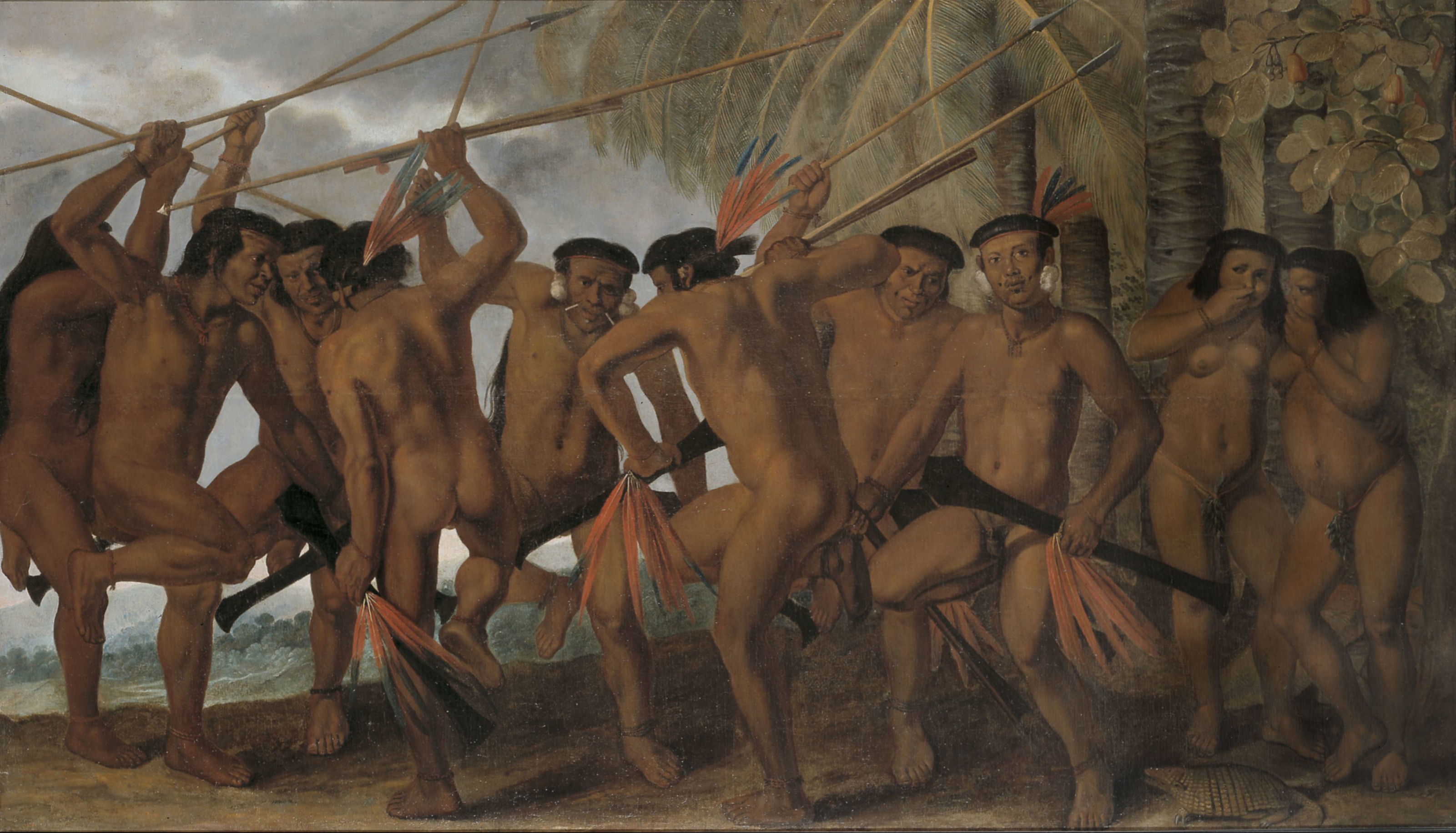
Dança dos Tarairiú, por Albert Eckhout

| “ | Os Tapuias formam um povo que habita no interior para o lado do ocidente, sobre os montes e em sua vizinhança, em lugares que são os limites os mais afastados das capitanias ora ocupadas pelos brancos, assim neerlandeses como portugueses. Dividem-se em várias nações. Alguns habitam transversalmente a Pernambuco: são os Cariris, cujo rei se chama Kerioukeiou. Uma outra nação reside um pouco mais longe: é a dos Caririwasys, e seu rei se chama Karupoto. Há uma terceira nação, cujos índios se chamam Careryjouws (Carijós?). Conhecemos particularmente a nação dos Tapuias chamados Tarairyou, Janduwy é o rei de uma parte dela, e Caracará da outra. | ” |